# Sabellius
Sabellius (fl. ca. 215) was een derde-eeuwse priester en theoloog, die waarschijnlijk in Rome actief was. Mogelijk was hij een Africaan uit de streek, die tegenwoordig Oost-Libië wordt genoemd. Basilius van Caesarea en anderen noemen hem een Libiër uit de Pentapolis, maar dit kan ook berusten op het feit dat de Pentapolis het gebied was, waar de leer van Sabellius de grootste aanhang vond (dit volgens Dionysius van Alexandrië, ca. 260). Wat er bekend is over Sabellius wordt komt voor het grootste deel uit de polemische geschriften van zijn tegenstanders.

## Voetnoten
1. ↑   Monarchians, lemma in Catholic Encyclopedia, 1913